# الخميلة
هي قرية صغيرة جدًا تقع على حافة الكثبان الرملية لعرق الشبي في جنوب شرق المغرب بالقرب من الحدود الجزائرية. 
وتسمى القرية أيضًا بالبوابة الجنوبية للصحراء والتي تبدأ من الجزائر. توجد قرية أكبر اسمها مرزوقة على بعد حوالي 7 كم من خاميلية. من هنا يمكنك الوصول إلى طوز وزاكورة ومناجم المعادن.
توجد بعض المحلات التجارية ومدرسة ابتدائية ودار ضيافة صغير ومقهى ومطعم نورا في الخميلية. هناك أيضا كهرباء ومياه. عدد المنازل حوالي 60-80 يعيش فيها حوالي 250-300 شخص.
تعتبر القرية قاعدة ممتازة لاستكشاف الصحراء ومراقبي الطيور.

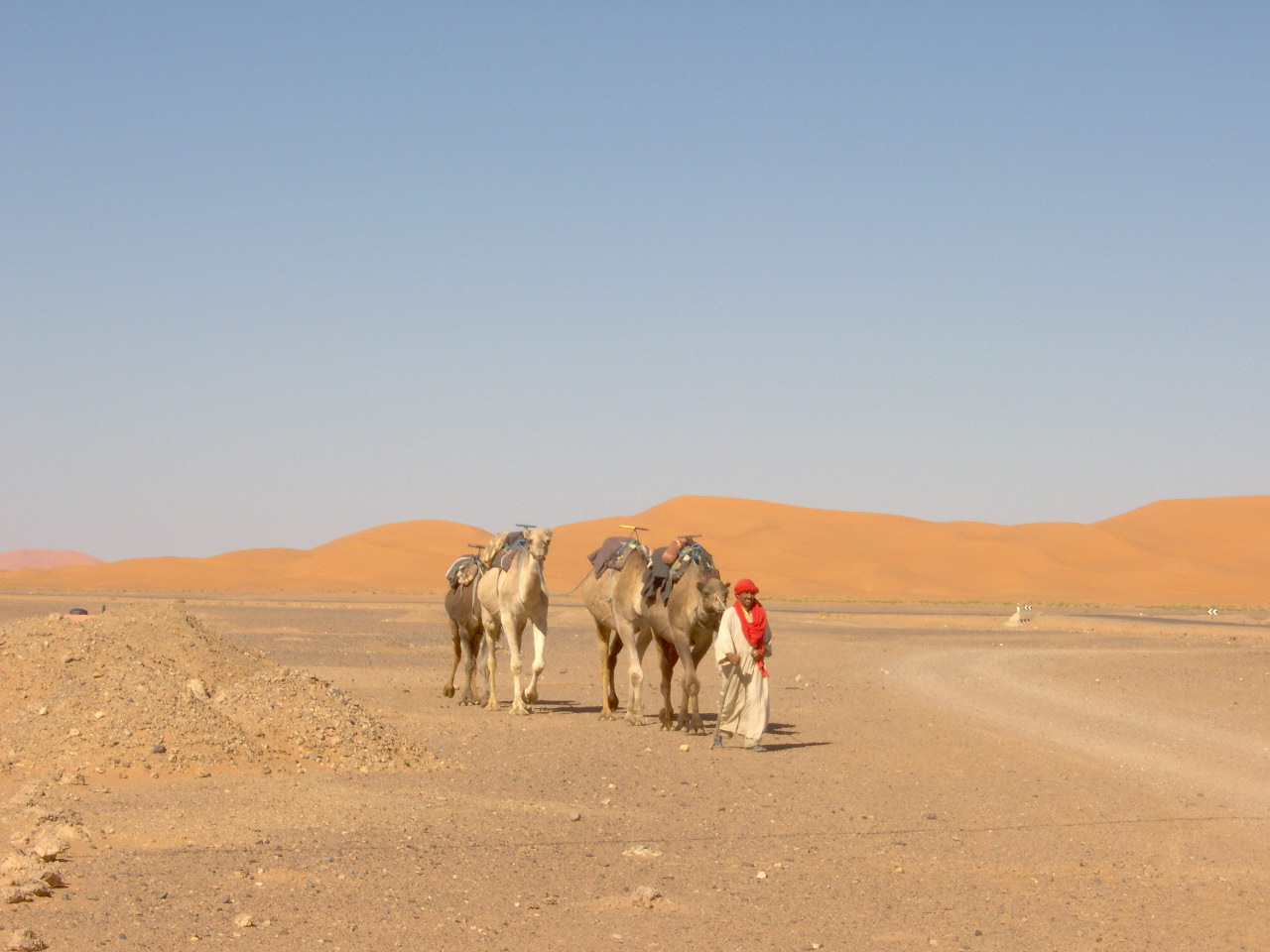
منظر باتجاه عرق الشبي

تشتهر القرية أيضًا بفرقة كناوة الموسيقية المعروفة في جميع أنحاء المغرب. هم من نسل عبيد جنوب الصحراء. يقام مهرجان في الصويرة في الصيف، وفي الخامسة في كل أغسطس.